# Dirceu (Marília)
Dirceu é um distrito do município brasileiro de Marília, no interior do estado de São Paulo

## História

### Formação administrativa
- Distrito criado pela Lei nº 2.622 de 14/01/1936[3][4].
- O Decreto nº 7.590 de 09/03/1936 cria o distrito policial de Dirceu no município de Marília[5][6].
- Pela Lei nº 3.091 de 05/10/1937 foi retificada as divisas do distrito de paz[7][8].
- Pelo Decreto-Lei n° 14.334 de 30/11/1944, seu território foi aumentado com a anexação do extinto distrito de Amadeu Amaral e com parte do extinto distrito de Santa Inês (do município de Vera Cruz)[9].

## Geografia

### Demografia

#### População urbana
| Crescimento população urbana | Crescimento população urbana | Crescimento população urbana | Crescimento população urbana |
| Censo                        | Pop.                         |                              | %±                           |
| ---------------------------- | ---------------------------- | ---------------------------- | ---------------------------- |
| 1940                         | 137                          |                              | —                            |
| 1950                         | 50                           |                              | −63,5%                       |
| 1960                         | 65                           |                              | 30,0%                        |
| 1970                         | 74                           |                              | 13,8%                        |
| 1980                         | 277                          |                              | 274,3%                       |
| 1991                         | 306                          |                              | 10,5%                        |
| 2000                         | 122                          |                              | −60,1%                       |
| 2010                         | 128                          |                              | 4,9%                         |
| Fonte: IBGE e Fundação SEADE |                              |                              |                              |

#### População total
Pelo Censo 2010 (IBGE) a população total do distrito era de 2 313 habitantes.

### Área territorial
A área territorial do distrito é de 205,739 km².

### Rodovias
O principal acesso à Dirceu é a estrada vicinal (sem asfalto) que liga o distrito à Marília.

### Hidrografia
- Ribeirão Cincinatina

## Serviços públicos

### Registro civil
Atualmente é feito na sede do município, pois o Cartório de Registro Civil das Pessoas Naturais do distrito foi extinto pela Resolução nº 1 de 29/12/1971 do Tribunal de Justiça do Estado de São Paulo, e seu acervo foi recolhido ao cartório do distrito sede.

### Saneamento
O serviço de abastecimento de água é feito pelo Departamento de Água e Esgoto de Marília (DAEM). 

### Energia
A responsável pelo abastecimento de energia elétrica é a CPFL Paulista, distribuidora do grupo CPFL Energia.

## Religião

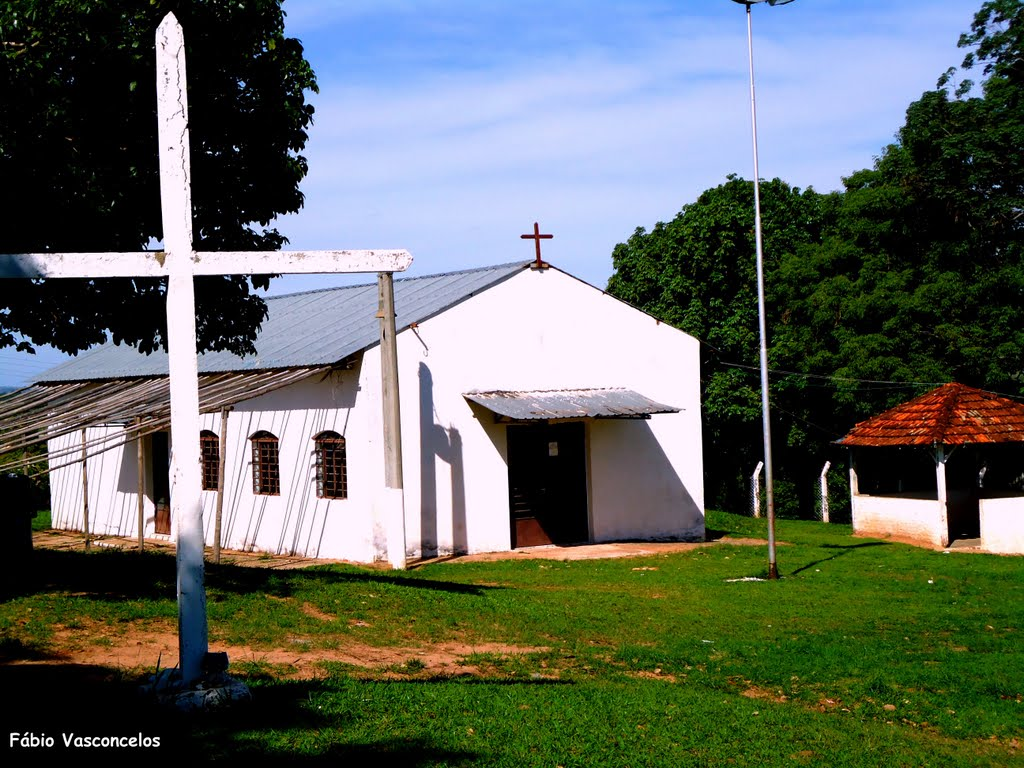
Capela.

O Cristianismo se faz presente no distrito da seguinte forma:

### Igreja Católica
- A igreja faz parte da Diocese de Marília[19].

### Igrejas Evangélicas
- Assembleia de Deus - O distrito possui uma congregação da Assembleia de Deus Ministério do Belém, vinculada ao Campo de Marília. Por essa igreja, através de um início simples, mas sob a benção de Deus, a mensagem pentecostal chegou ao Brasil. Esta mensagem originada nos céus alcançou milhares de pessoas em todo o país, fazendo da Assembleia de Deus a maior igreja evangélica do Brasil[20][21].